# Івахненко Микола Терентійович
Микола Терентійович Івахненко (травень 1913 — ?) — український радянський діяч, 2-й секретар Дніпропетровського сільського обласного комітету КПУ. Депутат Верховної Ради УРСР 6-го скликання. 

## Біографія
Член ВКП(б) з 1946 року.
У 1954—1955 роках — заступник голови виконавчого комітету Дніпропетровської обласної ради депутатів трудящих. У 1955—1956 роках — 1-й заступник голови виконавчого комітету Дніпропетровської обласної ради депутатів трудящих.
У червні (затв.) 1956 — січні 1963 року — секретар Дніпропетровського обласного комітету КПУ з питань сільського господарства.
У січні 1963 — грудні 1964 року — 2-й секретар Дніпропетровського сільського обласного комітету КПУ.
У грудні 1964 — 9 березня 1973 року — секретар Дніпропетровського обласного комітету КПУ з питань сільського господарства.
З 1973 року — на пенсії.

## Нагороди
- орден Леніна (26.02.1958)
- медалі
- Почесна грамота Президії Верховної Ради Української РСР (1963)
- заслужений агроном Української РСР (1973)